# Tiberio Carafa (bispo)
Tiberio Carafa (falecido em 1588) foi um prelado católico romano que serviu como bispo de Cassano all'Jonio (1579–1588) e bispo de Potenza (1566–1579).

## Biografia
No dia  15 de maio de 1566, Tibério Carafa foi nomeado durante o papado de Pio V como Bispo de Potenza. A 26 de maio de 1566, foi consagrado bispo por Scipione Rebiba, cardeal-sacerdote de Sant'Anastasia, com Giulio Antonio Santorio, arcebispo de Santa Severina, e Vincenzo Lauro, bispo de Mondovi, servindo como co-consagradores. A 6 de fevereiro de 1579, foi nomeado bispo de Cassano all'Jonio durante o papado de Gregório XIII, onde serviu como bispo até à sua morte em 1588.